# Eutrixoides jonesii
Eutrixoides jonesii är en tvåvingeart som beskrevs av Margaret Walton 1913. Eutrixoides jonesii ingår i släktet Eutrixoides och familjen parasitflugor.
Artens utbredningsområde är Puerto Rico. Inga underarter finns listade i Catalogue of Life.